# Сражение у Сузака
Сражение у Сузака — сражение 1473 года между казахским ханством и государством Шейбанидов.

## Предыстория
Сузакский правитель Махмуд-султан, сын Жанибек-хана, в договоренности с Бурундуком, намеревался препятствовать увеличению влияния Мухаммада Шайбани в Туркестане и расширить свои владения в этом регионе. Это подтверждалось Камалом ад-Дин Бинаи: 
(«Он Махмуд-султан собрал...бесчисленное войско, чтобы пойти на завоевание вилайета Туркестана»).
 По словам же Биная и Шади, Мухаммад Шейбани поспешил опередить султана и сам отправился в Сузак вместе с сотней воинов.

## Сражение
Сражение состоялось зимой в холодные дни у крепостного рва Сузака. Бинаи пишет, что, несмотря на численное превосходство, войско казахского султана было рассеяно, а Мухаммад Шайбани взял большую добычу и вернулся в Сыгнак, не попытавшись взять крепость Сузак и закрепить за собой это стратегически важное в борьбе за степь владение казахского султана. Последнее свидетельствует о призрачности и этой победы Мухаммада Шайбани. Вскоре Махмуд-султан собрал свои войска, на помощь ему пришел также Бурундук. Объединенное казахское войско было большим «выходило за пределы исчисления», как образно пишет Молла Шади. Узнав о прибытии к Сузаку Бурундука и о соединении казахских войск, Мухаммад Шайбани поспешил выступить из Сыгнака в направлении к Сузаку. Встреча с казахскими войсками произошла у перевала Согунлук в горах Каратау. Хотя в сражении пал сын хана Жанибека сузакский владетель султан Махмуд, но и Мухаммад Шайбани потерпел бесспорное поражение, о котором не могли умолчать даже его будущие придворные историографы.

## Последствия
После того, как был разгромлен, Мухаммад Шайбани вынужден был покинуть Туркестан. Согласно источнику "Таварих-и гузида-йи нусрат-наме" из Хорезма, он отправился на Мангышлак. Так завершилась вторая попытка Мухаммада Шайбани установить контроль над землями своего деда, которая также не принесла ему успеха в Присырдарье, особенно в степных районах казахстанского Дашт-и Кыпчака, где Бурундук-хан уже занял Сыгнак.

## Значение
Жанибек и Керей, казахские ханы, а затем сын последнего Бурундук, Бурундук, в 70-х годах XV века успешно подчинили Восточный Дашт-и Кыпчак, укрепив свои позиции в южных районах Казахстана. Имея владения в Западном Жетысу, они стали важной политической силой в степях Центрального Казахстана, хотя столкнулись с сильными противниками из Шайбанидов и предводителей мангытов.